# Smørtræ
Smørtræ (Vitellaria paradoxa, tidligere Butyrospermum parkii) er et træ i familien Sapotaceae. Det er den eneste art i slægten Vitellaria og hjemmehørende i Afrika.
Træets frugt, sheafrugten, består af tynd, syrlig, nærende frugtkød, der omgiver et relativt stort, olierigt frø, hvorfra sheasmør udvindes. Det er et løvfældende træ, der normalt er 7-15 m højt, men kan nå en højde på til 25 m og en stammediameter på 2 m.
Sheatræet er en traditionel afrikansk madplante. Det er hævdet, at den har potentiale til at forbedre ernæringen, øge fødevareforsyningen i den "årlige sultsæson", fremme udvikling af landdistrikter og støtte bæredygtig jordpleje.

## Beskrivelse
Træet begynder at bære frugt, når det er 10 til 15 år gammelt; fuld produktion opnås, når træet er omkring 20 til 30 år gammelt. Derefter producerer det nødder i op til 200 år.
Frugterne ligner store blommer, der er 4 til 8 cm lange og vejer mellem 10 og 57 gram hver. Frugten er 4 til 6 måneder om at modne. Det gennemsnitlige udbytte er 15 til 20 kg frisk frugt pr. træ med et optimalt udbytte på op til 45 kg. Hvert kilo frugt giver cirka ca. 400 gram tørre frø. Frugten er spiselig.

## Underarter
- Vitellaria paradoxa subsp. nilotica (Kotschy) A.N. Henry & Chithra & N.C. Nair -Cameroun, Mali og Burkina Faso[7][8]

## Udbredelse og levested
Sheatræet vokser naturligt i naturen i det tørre savannebælte fra Senegal i vest til Sudan og Sydsudan i øst og til foden af det etiopiske højland. Det findes i 19 lande på tværs af det afrikanske kontinent: Benin, Burkina Faso, Cameroun, Centralafrikanske Republik, Tchad, Etiopien, Ghana, Guinea-Bissau, Elfenbenskysten, Mali, Niger, Nigeria, Senegal, Sierra Leone, Sydsudan, Sudan, Togo, Uganda, Den Demokratiske Republik Congo og Guinea. Habitatområdet strækker sig over mere end 5.000 kilometer.
En frøskal, som er fundet på stedet for den middelalderlige landsby Saouga i Burkina Faso, viser produktion af sheasmør i det 14. århundrede.

## Anvendelse
Sheasmør har mange anvendelsesmuligheder og kan være raffineret eller ikke raffineret. I Vesten bruges det som et blødgørende middel i kosmetik og mindre i fødevarer. I hele Afrika bruges det i stor udstrækning til fødevarer, og er en vigtig kilde vigtig kilde til fedt i kosten, og til medicinske formål. I Ghana og Nigeria er sheasmør en vigtig ingrediens i fremstillingen af afrikansk sort sæbe.
De spiselige proteinrige larver af møllet Cirina butyrospermi, som udelukkende lever af smørtræets blade, indsamles i vid udstrækning og spises rå, tørret eller stegt.